# 加藤俊徳
加藤 俊徳（かとう としのり、1961年 - ）は、医師、医学博士。脳画像診断医、小児科専門医、産業医。加藤プラチナクリニック院長。株式会社脳の学校 代表取締役。昭和大学客員教授

## 来歴
新潟県三島郡寺泊町野積（現：長岡市）生まれ。寺泊町立野積小学校、寺泊町立寺泊中学校、新潟県立長岡高等学校、昭和大学医学部卒業。1991年3月、同大学院修了。
脳を自分で成長させるために必要な概念「脳番地」を発案。
光で脳機能を計測する近赤外線分光法を用いた光脳機能計測法を最初に実現した第一発見者で、fNIRSの生みの親である 。1991年に誕生したfNIRSは、長い間、その誕生の歴史が語られていなかったが、2018年にToshinori Kato（本人）の英語論文が発表された。
1995年からミネソタ大学放射線科MR研究センターに在籍し、fMRIの原理にも精通している脳機能イメージングのパイオニアの一人である 2001年迄在籍し。
現メーヨークリニック神経内科教授とのアルツハイマー病の脳機能研究や認知症予防の活動 も行っている。
2006年6月1日、株式会社脳の学校を立上げ、代表取締役となる。脳の新しい見方「脳番地」論を提唱。大人や子どもの発達障害に脳の海馬回旋遅滞が関与している事実を報告。MRI脳画像を用いた脳個性を鑑定することができる。ベクトル法NIRSを開発。脳番地アクティビティを診断する新しい脳機能解析法SRIを発明。所属学会：日本小児科学会、日本放射線学会、アルツハイマー国際会議（AAIC)、Organization for Human Brain Mappingほか。
2013年、加藤プラチナクリニック（東京都港区白金台）に開設。西洋医学、東洋医学を含めた「薬だけに頼らない脳の処方箋」をテーマに掲げ、MRI脳画像を用いた診断と治療を行う。
現在は、脳科学者、脳内科医として加藤式MRI脳画像診断法（脳相診断法）を確立し、加藤プラチナクリニックで脳の診療の傍ら、脳の学校では、「脳を成長させる健康医療サービス」の活動として、脳番地トレーニング事業、MRI脳個性分析事業、おとなと子どもの発達障害の診断と支援サービス、脳科学研究の支援事業、脳科学情報の提供、脳商品開発事業に従事している。

## 著作

### MRI脳画像診断
- MRI分析でわかった東大脳になる勉強習慣（PHP研究所）ISBN 978-4-56977-530-2
- 悩まない脳の作り方 脳画像解析で1万人以上の患者を救った名医が教える（辰巳出版ISBN 978-4-77781-775-7
- 脳は自分で育てられる MRIから見えてきた「あなたの可能性」（光文社）ISBN 978-4-33497-537-1
- シリーズ著名人の脳を診る 長谷川慶太郎の「完全脳」 - いくつになっても進化する（李白社）ISBN 978-4-89451-906-0
- 絶対「ボケない脳」を作る7つの実験 （李白社）ISBN 978-4-89451-922-0

### 脳個性分析
- あなたの頭がもっと冴える！8つの脳タイプ（マガジンハウス）ISBN 978-4-83872-840-4
- 高学歴なのになぜ人とうまくいかないのか（PHP新書）ISBN 978-4-56982-536-6

### 認知症予防
- 認知症をくいとめる! 1日3分「脳番地」トレーニング（PHP研究所）ISBN 978-4-56984-032-1
- いくつになっても脳は伸びる！「認知症」は脳を鍛えてくいとめる！（PHP研究所）ISBN 978-4-56979-727-4
- 認知症をくいとめる! 脳トレーニングドリル（PHP研究所）ISBN 978-4-56982-920-3
- 100歳まで成長する脳の鍛え方（主婦の友社）ISBN 978-4-07280-011-9
- 認知症をよせつけない60歳からの脳革命（大和書房）ISBN 978-4-47978-341-1
- 老けない脳をつくる生活習慣　記憶力・集中力アップの極意！100歳まで脳は育つ！（宝島社）ISBN 978-4-80026-779-5
- 脳の学校ワークブック（ポプラ社）ISBN 978-4-59114-274-5
- 脳科学者加藤俊徳の脳若返り革命ドリル ボケない！もの忘れがなくなる！（主婦の友インフォス）ISBN 978-4-07428-353-8

### 記憶力
- 記憶力の鍛え方（宝島社）ISBN 978-4-80023-301-1
- 脳が若返る！記憶力育成ドリル（宝島社）ISBN 978-4-80024-613-4
- 見るだけで記憶力が上がる本（宝島社）ISBN 978-4-80027-284-3
- 聞くだけで記憶力が上がるCDブック（宝島社）ISBN 978-4-80027-666-7
- 記憶力を鍛える方法 100歳まで脳は成長する（PHP研究所）ISBN 978-4-56976-698-0
- 一度覚えたら絶対に忘れない脳になる最強の法則39（日本文芸社）ISBN 978-4-53726-170-7
- 脳の体操 弱った記憶力がクイズでアップする 1万人以上の脳を分析したスーパードクター監修（学研プラス）ISBN 978-4-05800-445-6
- 忘れない時間が長くなる脳ドリル（メディアソフト）ISBN 978-4-86632-294-0

### 子育て
- 才能の育て方 親との思い出が子どもの一生を決める（小学館）ISBN 978-4-09388-601-7
- 男の子は「脳の聞く力」を育てなさい（青春出版社）ISBN 978-4-41323-064-3
- 脳を育てる親の話し方 その一言が、子どもの将来を左右する（青春出版社）ISBN 978-4-41303-932-1
- 脳が喜ぶ子育て（世界文化社）ISBN 978-4-41815-430-2
- 天才児を育てる魔法のあそび - 親子で楽しむベビートレーニング（辰巳出版）ISBN 978-4-77780-757-4
- 子どもの脳に良いのはどっち？頭の良い大人になる子育て（永岡書店）ISBN 978-4-52243-607-3

### 発達障害
- 発達障害の子どもを伸ばす 脳番地トレーニング（秀和システム）ISBN 978-4-79804-736-2
- 脳と障害児教育 適切な支援への模索（ジアース教育新社）ISBN 978-4-92112-445-8

### 生き方
- 50歳を超えても脳が若返る生き方（講談社+α新書）ISBN 978-4-06512-096-5
- 定年後が楽しくなる脳習慣（潮新書）ISBN 978-4-26702-129-9
- 脳を「接待」する！上手な脳内リズムの整え方（清流出版）ISBN 978-4-86029-483-0
- 美人のための脳アンチエイジング 何歳になっても鍛えられる。進化する。（主婦の友社）ISBN 978-4-07291-397-0
- 日本人が最強の脳をもっている（幻冬舎）ISBN 978-4-34402-917-0

### 生活習慣
- 片づけ脳─部屋も頭もスッキリする！（自由国民社）ISBN 978-4-42612-538-7
- 脳が若返る最高の睡眠 寝不足は認知症の最大リスク（小学館新書）ISBN 978-4-09825-347-0
- 捨てる脳、片付ける脳の作り方（宝島社)）ISBN 978-4-29900-028-6
- 脳にいい！通勤電車の乗り方 脳内科医がズバリ解説（交通新聞社新書）ISBN 978-4-33001-319-0

### 脳番地トレーニング
- 脳の強化書 アタマがみるみるシャープになる！！（あさ出版）ISBN 978-4-86063-352-3
- アタマがどんどん元気になる!!もっと脳の強化書2（あさ出版）ISBN 978-4-86063-683-8
- まんがで鍛える 脳の強化書（あさ出版）ISBN 978-4-86063-801-6
- 夢をかなえる10歳からの脳番地トレーニング（文溪堂）ISBN 978-4-79990-268-4
- 脳番地を鍛える 潜在能力を引き出すトレーニング（角川SSC新書）ISBN 978-4-82755-052-8
- 脳番地を強くする あらゆる能力が飛躍的にアップ！（日本実業出版社）ISBN 978-4-53404-477-8
- 耳が聴こえにくい」は脳トレで治る！ 専門医が考案した究極の聴力回復メソッド（宝島社）ISBN 978-4-80028-462-4
- 脳を強化したければ、ラジオを聴きなさい（宝島社）ISBN 978-4-80028-006-0
- 脳はこの1冊で鍛えなさい（致知出版社）ISBN 978-4-88474-847-0
- 右脳の強化書　左手をもっと使えば弱点が逆転できる！（廣済堂出版）ISBN 978-4-33152-113-7
- かんたん脳強化トレーニング! 脳番地パズル（角川新書）ISBN 978-4-04082-041-5
- 今日からお金が貯まる脳トレ 脳のクセを変えるだけ（主婦の友社）ISBN 978-4-07418-768-3
- 家事で脳トレ65―何歳になっても脳が成長する家事のHOW TO（主婦の友社）ISBN 978-4-07299-884-7
- 「認知機能検査」合格ガイド付き 50代からの「運転脳」アップ50日ドリル（講談社）ISBN 978-4-06517-114-1

### 自己啓発
- 「めんどくさい」がなくなる脳（SBクリエイティブ）ISBN 978-4-79738-908-1
- 脳が知っている 怒らないコツ（かんき出版）ISBN 978-4-76127-211-1
- 人生が劇的に変わる脳の使い方（PHP研究所）ISBN 978-4-56983-004-9
- 仕事ができる人の脳できない人の脳 脳は自分で鍛えられる（ディスカヴァー・トゥエンティワン）ISBN 978-4-88759-787-7
- 脳科学的に正しい英語学習法（KADOKAWA/中経出版）ISBN 978-4-04601-106-0
- 1万人の脳を分析した医学博士が教える 脳を強化する読書術（朝日新聞出版）ISBN 978-4-02331-572-3
- ゆがみをなおせば、毎日のワクワクを取り戻せる！脳コンディショニング（かんき出版）ISBN 978-4-76127-136-7
- 脳科学が解き明かす人を動かす伝え方（海竜社）ISBN 978-4-75931-519-6
- イヤな自分を1日で変える脳ストレッチ（KADOKAWA）ISBN 978-4-04601-585-3

### 監修
- あたまがよくなる！女の子のキラメキなぞなぞDX（西東社）ISBN 978-4-79162-801-8
- あたまがよくなる！女の子のキラメキめいろDX（西東社）ISBN 978-4-79162-626-7
- あたまがよくなる！女の子のキラメキまちがいさがしDX（西東社）ISBN 978-4-79162-627-4
- 老化に挑む よみがえる脳、延びる寿命（NHK「老化に挑む」プロジェクト、日本放送出版協会）ISBN 978-4-14081-009-5
- のんびり走れば脳がめざめる！らくらく「ロニジョグ」健康法（自由国民社）ISBN 978-4-42611-554-8
- 脳科学者が開発！7大ツールつき 脳若返りドリル（主婦の友社）ISBN 978-4-07440-928-0
- 頭がよくなるあやとり大百科 特製ひも3本つき（西東社）ISBN 978-4-79162-829-2
- 楽しい! 大人の「脳活」パズル【知恵の輪2個＋パズル付き】（宝島社）ISBN 978-4-80029-538-5
- 7日間で突破！決定版運転免許認知機能検査 名医が教える75歳からの免許更新必勝法（エイ出版社）ISBN 978-4-77795-538-1

## 出演番組

### テレビ
- ETVスペシャル「あなたと話したい〜障害者と向き合う医療・教育最前線〜」（2003年5月17日、Eテレ）
- ブロードキャスター（2003年12月13日、TBS）
- 発掘!あるある大事典（2004年6月20日、関西テレビ）
- NHKスペシャル「老化に挑む 一部 あなたの脳はよみがえる」（2004年9月18日、NHK総合）
- Newton Kids TV（2005年5月21日、BS日テレ）
- なるほど!ハイスクール（2011年4月21日、日本テレビ）
- たかじんのそこまで言って委員会（2012年12月16日、読売テレビ）※「かしこいオッサン大賞」
- ビーバップ!ハイヒール（2016年3月17日、ABC）
- 団塊スタイル「脳は若返る！実践・脳力テスト」（2016年6月24日、Eテレ）
- フルタチさん（2016年11月6日、フジテレビ）
- 中居正広の金曜日のスマイルたちへ「発達障害について考える」（2016年12月2日、TBS）
- 林修の今でしょ！講座（テレビ朝日）
  - 3時間スペシャル（2017年6月27日）
  - 3時間スペシャル（2017年3月21日）
- あしたも晴れ!人生レシピ（2017年10月13日、Eテレ）
- あさイチ（2017年11月21日、NHK総合）
- おはよう日本（NHK総合）
  - 子どもの性的な問題行動 子どもたちに一体何が（2017年12月16日）
  - キレる高齢者（2017年11月17日）
- 成功の遺伝史5（2018年3月5日、日本テレビ）
- 1周回って知らない話（2018年7月4日、日本テレビ）
- この差って何ですか?（2018年12月4日、TBS）
- ソレダメ!〜あなたの常識は非常識!?〜（2018年12月12日、テレビ東京）
- 偉人たちの健康診断「菅原道真 アタマが良くなる勉強法」（2019年1月9日、NHK BSプレミアム）
- 誰も知らない明石家さんま 第5回（2019年12月1日、日本テレビ）

### ラジオ
- 脳活性ラジオ Dr.加藤 脳の学校（2021年5月21日 - 、InterFM897）
- 大竹まこと ゴールデンラジオ（2021年8月2日、文化放送）

## 引用文献
1. ↑   高嶋幸男，加藤俊徳，他．NIR Spectroscopyによる局所脳血流変動の観察．心身障害児（者）の医療療育に関する総合的研究の報告書（厚生省）p.179-181 (1992)
2. ↑   Kato T, Kamei A, Takashima S, Ozaki T. Human visual cortical function during photic stimulation monitoring by means of near-infrared spectroscopy. J Cereb Blood Flow Metab 13: 516-520 (1993))
3. ↑   Ferrari M, Quaresima V.A. Brief review on the history of human functional near-infrared spectroscopy (fNIRS) development and fields of application.Neuroimage. 2012 Nov 1;63(2):921-935. doi: 10.1016/j.neuroimage.2012.03.049. Epub 2012 Mar 28.）
4. ↑   Kato T: Principle and technique of NIRS-Imaging for human brain FORCE: fast-oxygen response in capillary event. International Congress Series:1270C, 88-99 (2004)
5. 1 2  Kato, Toshinori (2018-11-05). “Vector-Based Approach for the Detection of Initial Dips Using Functional Near-Infrared Spectroscopy” (英語). Neuroimaging. doi:10.5772/intechopen.80888.
6. ↑   加藤俊徳、小川誠二 fMRI: a new aspect of temporal response. 臨床精神医学講座 24 精神医学研究方法 p302-315 中山書店 東京 (1999)
7. ↑   加藤俊徳 1.5Tと4TにおけるfMRIの原理と測定法. 臨床精神医学講座 10:精神科臨床における画像 p47-78 中山書店、東京 (2000)
8. ↑  Yamamoto T, Kato T.Paradoxical correlation between signal in functional magnetic resonance imaging and deoxygenated haemoglobin content in capillaries: a new theoretical explanation. Phys Med Biol.47(7):1121-1141(2002)
9. ↑   Kato T, Knopman D, Liu H.Dissociation of regional activation in mild AD during visual encoding: a functional MRI study.Neurology;57(5):812-816 (2001)
10. ↑  100歳まで成長する脳の鍛え方（主婦の友社）
11. ↑  いくつになっても脳は伸びる！「認知症」は脳を鍛えてくいとめる！（PHP研究所）
12. ↑  脳番地を鍛える - 潜在能力を引き出すトレーニング （角川SSC新書）
13. ↑  脳番地を強くする - あらゆる能力が飛躍的にアップ！ 日本実業出版社
14. ↑  広汎性発達障害における海馬回旋遅滞症. BRAIN MEDICAL 16 p307-17 (2004)
15. ↑  小児医療最近の進歩、脳画像からみた広汎性発達障害. 小児科 46 p363-73 (2005)
16. ↑  海馬回旋遅滞症. Annual Review神経, 中外医学社 p340-348 (2006)
17. ↑  脳は自分で育てられる- ＭＲＩから見えてきた「あなたの可能性」（光文社）
18. ↑  ＭＲＩ分析でわかった東大脳になる勉強習慣 （PHP研究所）
19. ↑  特許2008-524871